# آستانه زندگی
آستانه زندگی (سوئدی: Nära livet) که در بریتانیا با عنوان خیلی نزدیک به زندگی (انگلیسی: So Close to Life) شناخته می‌شود، فیلمی سوئدی در سبک درام به کارگردانی اینگمار برگمان است که در سال ۱۹۵۸ منتشر شد. در جشنواره فیلم کن ۱۹۵۸ برگمان جایزه بهترین کارگردان و بیبی آندرشون، ایوا دالبک، باربرو هیورت آو اورنس و اینگرید تولین جایزه بهترین بازیگر زن را بردند.